# آیاسا (نوازنده ویولن)
آیاسا (انگلیسی: Ayasa؛ زادهٔ ۱۹ اکتبر ۱۹۹۱) نوازنده ویولن، و صداپیشه اهل ژاپن است. وی از سال ۲۰۰۸ میلادی تاکنون مشغول فعالیت بوده‌است.